# Мусієнко Олександр Олександрович
Олекса́ндр Олекса́ндрович Мусіє́нко (нар. 7 квітня 1987, Київ) — український футболіст, воротар.

## Біографія

### Ранні роки
З дитинства хотів займатися футболом, тому прийшов у футбольну школу «Динамо», де Олександру сказали, що він невисокого зросту й тому його в команду не візьмуть. Після цього Мусієнко відправився до київського клубу «Сталь», що в мікрорайоні Теремки, де його запросили до складу команди. Першим тренером майбутнього воротаря став Валерій Паламарчук.

### Клубна кар'єра
Після закінчення інституту Мусієнко намагався зацікавити тренерів київських вищолігових «Оболоні» та «Арсенала», але запросили хлопця лише в «Борисфен», який грав тоді в Першій лізі. Тренер Олександр Рябоконь повірив у молодого футболіста й він у другій половині 2006 року зіграв у 12 матчах чемпіонату; всього за команду провів 16 матчів (13 у чемпіонаті та 3 кубкових поєдинки), після чого перейшов у дніпродзержинську «Сталь», яка теж виступала у Першій лізі. У сезоні 2007/08 Мусієнко зіграв у 20 матчах чемпіонату, але наприкінці сезону дніпродзержинці зайняли останнє місце й вилетіли до Другої ліги, після чого Мусієнко покинув команду.
Після цього Олександр виступав за «Львів» та «Львів-2» в першій та другій лізі, а також брав участь у першому та єдиному розіграші кубка української ліги, в сезоні 2008/09 грав в молодіжній першості. Загалом за львівські команди провів 43 матчі. Згодом грав за «Прикарпаття» та «Чорноморець-2», але в жодному із клубів надовго не затримувався.
Улітку 2011 року Мусієнко став воротарем першолігової «Буковини», головний тренер чернівецької команди Вадим Заяць довірив Мусієнку місце в «рамці», і в сезоні 2011/12 він відіграв у всіх 34 поєдинках у Першій лізі, а також у 2-ох матчах кубка України.
Після вдалої гри, улітку 2012 року Олександр отримав запрошення перейти в донецький «Металург», що виступав у Прем'єр-лізі. Мусієнко, після того як порадився із дружиною Наталкою, вирішив перейти в донецьку команду. Проте дебютувати в елітному дивізіоні Олександру так і не вдалося. Перші півроку Мусієнко провів на лавці запасних, після чого взагалі перестав потрапляти до заявки основної команди. Натомість провів 8 поєдинків за команду дублерів.
На початку 2014 року підписав контракт із друголіговим клубом «Оболонь-Бровар».
У березні 2015 року перейшов до складу першолігової тернопільської «Ниви», проте зігравши лише 4 матчі, улітку підписав контракт із віце-чемпіоном Мальти «Валеттою». Однак вийшло так, що у складі віце-чемпіона Мальти він не зміг зіграти ні у внутрішній першості, ні в Лізі Європи. Справа в тому, що українець так і не дочекався робочої візи, без якої не зміг зіграти за клуб. Після цього вирішив приєднатися до складу вже добре йому знайомої чернівецької «Буковини». У міжсезонні за обопільною згодою сторін припинив співпрацю з чернівецькою командою. Потім Олександр перебував на перегляді у чернігівській «Десні», з якою провів міжсезонні збори, але зрештою залишив клуб.
Наприкінці жовтня 2016 року став гравцем ФК «Полтави», впродовж сезону Мусієнко був заявлений на матчі 18 разів, проте взяв участь всього в 3 поєдинках. У червні 2017 року став гравцем клубу «Воркута» (Торонто).

## Досягнення
У Канаді
- Переможець регулярного чемпіонату Канадської футбольної ліги (1): 2017
- Переможець плей-офф Канадської футбольної ліги (1): 2018
- Срібний призер регулярного чемпіонату Канадської футбольної ліги (1): 2018
- Півфіналіст плей-офф Канадської футбольної ліги (1): 2017